# Ada Gobetti
Ada Gobetti, nata Prospero, successivamente coniugata Marchesini (Torino, 23 luglio 1902 – Torino, 14 marzo 1968), è stata una giornalista, traduttrice e partigiana italiana.
È ricordata per il suo forte antifascismo iniziato prima dello scoppio della seconda guerra mondiale e per il suo grande attivismo per i diritti sociali e per l'emancipazione femminile. Significativo fu anche il suo contributo per un'istruzione laica.

## Biografia
Ada Prospero nacque a Torino il 23 luglio del 1902, figlia di un commerciante di frutta svizzero originario della valle di Blenio (nel Canton Ticino), emigrato in Italia nella seconda metà dell'Ottocento, e di una casalinga torinese. Ancora studentessa al Liceo classico Vincenzo Gioberti di Torino, dà il suo contributo alle riviste Energie Nove (1918-1920), La Rivoluzione liberale (1922-1925) e Il Baretti (1924-1928) di Piero Gobetti, che sposerà poi nel 1923 e da cui avrà, nel 1925, il figlio Paolo. In quegli anni, con Piero, fu testimone delle rivolte operaie del biennio rosso torinese, alle quali guardavano entrambi con vivo interesse e per cui espressero un'appassionata solidarietà.
Nel 1925 si laurea in filosofia e, in seguito, si dedica all'insegnamento e a studi letterari e pedagogici. Nel novembre dello stesso anno La Rivoluzione liberale viene soppressa dal regime mussoliniano per il suo carattere spiccatamente anti-fascista. Nel 1926 Piero Gobetti è costretto a emigrare a Parigi. Morirà nel febbraio dello stesso anno in un ospedale di Neuilly-sur-Seine, a causa di problemi di salute aggravati da una violenta aggressione squadrista subita all'uscita della sua casa editrice.

### Gli anni del fascismo e la guerra partigiana

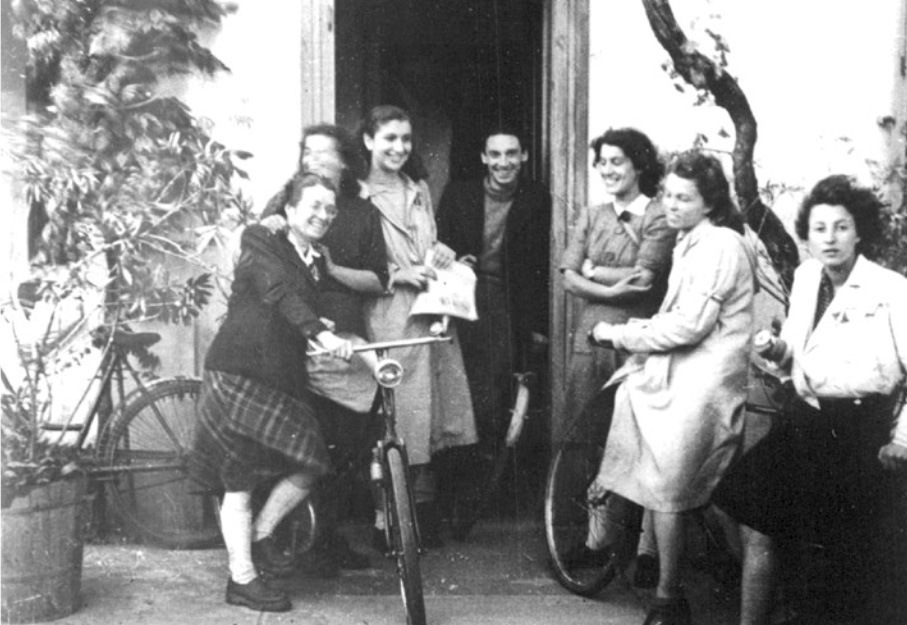
Alcune delle staffette partigiane coordinate da Ada Gobetti in posa davanti alla villa del Borello, a Torino, nei giorni della Liberazione. La villa era il centro organizzativo del Comando delle formazioni del gruppo Giustizia e Libertà torinese. La prima a sinistra: Maria Daviso. La quinta da sinistra: Vera Marchesini (nipote di Ettore Marchesini).

Nel 1928 Ada vince una cattedra di lingua e letteratura inglese, insegnando per alcuni anni a Bra e Savigliano (ambedue in provincia di Cuneo). Dal 1936 insegna al Ginnasio Cesare Balbo di Torino. In quegli anni rafforza la propria amicizia con Benedetto Croce, che la sprona a proseguire i propri studi e a compiere le prime traduzioni dall'inglese, con le quali introdurrà in Italia gli scritti di Benjamin Spock. Negli anni precedenti l'8 settembre 1943 la casa di Ada Gobetti costituisce un punto di riferimento per l'antifascismo intellettuale e per gli ambienti legati al movimento Giustizia e libertà. Nel 1937 si risposa con Ettore Marchesini, tecnico dell'EIAR. Nel 1942 è tra le fondatrici del Partito d'Azione.
Nel 1943, durante la Resistenza, coordina le brigate partigiane e fa la staffetta in Val Germanasca e in Val di Susa, dove è attivo il figlio Paolo, tenendo i collegamenti, assieme a Bianca Guidetti Serra, con il Comando militare delle formazioni gielliste, per le quali assume l'incarico di ispettore. In quel periodo collabora a stretto contatto con Duccio Galimberti, Franco Venturi e Giorgio Agosti. Nel 1943, è fondatrice dei Gruppi di difesa della donna con Maria Bronzo Negarville (PCI), Irma Zampini (PLI), Medea Molinari (PSI) e Anna Rosa Gallesio (DC). Si prodiga per la nascita del Movimento femminile Gl. Successivamente viene promossa commissario politico della IV divisione Gl Stellina, avanzando sino a conseguire il grado di maggiore. Terminata la guerra, viene insignita della medaglia d'argento al valore militare. 

### Dopoguerra
Nel 1945 partecipa a Parigi alla fondazione della Federazione internazionale democratica delle donne. Dopo la Liberazione è la prima donna a venire nominata vicesindaco di Torino, designata dal CLN in rappresentanza del PdA. Ricopre la carica sino alle elezioni del 1946, interessandosi e occupandosi particolarmente di istruzione e assistenza. Tra il 1946 e il 1947 diviene consultore nazionale per il PdA, componente del comitato di onore dell'UDI e del consiglio nazionale dell'ANPI in qualità di rappresentante dell'UDI, della quale è presidente della sezione torinese.

### Anni cinquanta
Dagli anni cinquanta si sposta su posizioni di sinistra, scrivendo su molte testate comuniste, tra cui L'Unità, Paese Sera e il Pioniere, diretto da Dina Rinaldi e Gianni Rodari. Sul Pioniere, con il nome Ada Gobetti, ha scritto e pubblicato nel 1961 due scritti: Un'arma per sergino n. 28/1961 e Il drago di Cracovia n. 30/1961 e con il nome Prospero Ada ha pubblicato cinque scritti: nel 1953 un racconto Il più forte nel n. 27, una fiaba La capra dalle gambe pelose nel n. 50 e una traduzione La cattiva lado nel n.25. Nel 1954 due traduzioni di racconti Il riccone sciocco nel n. 50 e Gianni e il violino nel n. 16.
In quegli anni affianca al costante impegno letterario l'interesse per la pedagogia: tra il 1953 e il 1955 dirige, insieme a Dina Bertoni Jovine, Gianni Rodari, Anna Maria Princigalli e Carlo Pagliarini, tutti ex partigiani, la rivista Educazione Democratica e, nel 1955, entra nella redazione di Riforma della scuola.
Nel 1956, dopo la pubblicazione del libro Diario Partigiano, aderisce al PCI, proprio mentre scoppia la rivolta antisovietica d'Ungheria. Nel 1957 fa parte della prima delegazione femminile italiana nella Repubblica Popolare Cinese. Nel 1959, con i proventi derivati dal libro Non lasciamoli soli, fonda e dirige la rivista Il Giornale dei Genitori, alla quale collaboreranno tra gli altri Dina Bertoni Jovine, Angiola Massucco Costa, Luisa Levi e Gianni Rodari.
Con i numerosi documenti e testimonianze della cultura politica italiana raccolti tra il 1920 e il 1944, fonda nel 1961, assieme al figlio Paolo, la nuora Carla Nosenzo (1929-2018) e Norberto Bobbio, il Centro Studi Piero Gobetti, sito nella sua abitazione torinese di via Fabro 6, già sede della casa editrice di Piero. Muore il 14 marzo del 1968, nella sua casa sita nella frazione torinese di Reaglie, e viene sepolta nel cimitero di Sassi a Torino.

## Opere
- Alessandro Pope. Il poeta del razionalismo settecentesco, Bari, Laterza, 1943.
- Dai quattro ai sedici anni. Guida ai libri per ragazzi, Torino, Edizioni del Giornale dei genitori, 1960.
- Cinque bambini e tre mondi, Torino, SAIE, 1953.
- Non lasciamoli soli. Consigli ai genitori per l'educazione dei figli, Torino, La cittadella, 1958.
- Diario partigiano, Torino, Einaudi, 1956, 1972 e 1996, ISBN 978-88-06-14230-8.
- Storia del gallo Sebastiano ovverosia Il tredicesimo uovo, Torino, Einaudi, 1963.
- Vivere insieme. Corso di educazione civica, Torino, Loescher, 1967.
- Educare per emancipare. Scritti pedagogici 1953-1968, Manduria, Lacaita, 1982.
- Ada Prospero, Partigiani sulla frontiera, Edizioni ANPI - Collana per i ragazzi, 1954.
- Piero Gobetti, Ada Gobetti. Nella tua breve esistenza. Lettere 1918-1926, Torino, Einaudi, 1991, ISBN 88-06-12536-2.

## Traduzioni
dal russo
- Aleksandr Ivanovič Kuprin, Allez!, trad. di Piero Gobetti e Ada Prospero, Roma, La voce, s.d. ma 1920
- Leonid Nikolaevič Andreev, Figlio dell’uomo e altre novelle,  Milano, Sonzogno, 1920
- Leonid N. Andreev, Savva (ignis sanat), dramma in 4 atti, Ferrara, Taddei, 1921 (poi Venezia, La Nuova Italia, 1926)
- Aleksandr Ivanovič Kuprin, Cadetti, con illustrazioni di Nella Marchesini, Torino, Giani, 1927
- Lev Tolstoj, La tempesta di neve; Polikuska; Cholstomjer (storia di un cavallo); La morte di Ivan Il'ič; Albert, Torino, Slavia, 1927, «Il genio russo», serie II, n. 1

dall' inglese
- John Galsworthy, La scimmia bianca, Milano, Corbaccio, 1930
- Sherwood Anderson, Solitudine, Torino, Slavia, 1931 (da I racconti dell'Ohio, New York. A group of tales of Ohio small town life, New York, The Modern Library, 1919)
- Eugene O'Neill, La luna dei Caraibi e altri drammi marini; L'imperatore Jones, Torino, Frassinelli, 1932
- Lionel Curtis, Civitas Dei. Storia degli ideali dell’umanità, Bari, Laterza, 1935
- Herbert Fisher, Storia d’Europa, 3 voll. (Storia antica e medievale; Rinascimento, Riforma, Illuminismo; L’esperimento liberale), Bari, Laterza, 1936-1938
- Ernesto Barker, La concezione romana dell’Impero e altri saggi storici, Bari, Laterza, 1938, «Biblioteca di cultura moderna» n. 321
- Zora Neale Hurston, I loro occhi guardavano Dio, Torino, Frassinelli, 1938
- Zora N. Hurston, Mosè l’uomo della montagna, Torino, Frassinelli, 1946
- Aimée de Coigny, La Restaurazione francese del 1814. Memorie, Bari, Laterza, 1938
- Aldous Huxley, L’albero d’olivo. Saggi su atteggiamenti e realtà spirituali, Bari, Laterza, 1939
- Robert Nigel Carew Hunt, Calvino, Bari, Laterza, 1939)
- Samuel Johnson, Esperienza e vita morale. Conversazioni con Boswell, Bari, Laterza, 1939
- Richard Hughes, Nel pericolo, Torino, Frassinelli, 1939
- Francesco Bacone, Saggi, Torino, De Silva, 1948
- Carlo Dickens, Oliver Twist, Torino, S.A.S., 1951
- C. Dickens, Davide Copperfield, Torino, Sas, 1952
- C. Dickens, Il circolo Pickwick, Firenze, La Nuova Italia, 1968
- Geoffrey Trease, L’ultima battaglia di Robin Hood; illustrazioni di Veniero Canevari, Roma, Edizioni di cultura sociale, 1953
- James Boswell, Vita di Samuel Johnson, Milano, Garzanti, 1954
- Ruth Park, La spina stregata, Torino, S.A.I.E., 1955, «Universa» n. 17 (da Ruth Park, The Witch’s Thorn, Sydney, Angus and Robertson, 1951)
- Enid Blyton, Avventura nell’isola, Torino, S.I.A.E., 1956
- Margaret Mackay, I quattro destini, Torino, Frassinelli, 1956
- Stephen Wendt, La linea che divide,Torino, Frassinelli, 1958 (da un originale The Dividing Line irreperibile)
- Edwin O’Connor, L’ultimo urrà, di Milano, Mondadori, 1958
- Henry Fielding, Tom Jones. Storia d’un trovatello, Milano, Garzanti, 1960

## Riconoscimenti
A Torino le sono intitolati un Istituto professionale di Stato e una via nella Circoscrizione IX. Portano il suo nome anche scuole per l'infanzia a Collegno, Sesto Fiorentino e Ferrara; a None (TO) le è dedicata una scuola secondaria di primo grado.